# Boyer-Lindquist-Koordinaten
Die Boyer-Lindquist-Koordinaten {\displaystyle (r,\theta ,\phi )} (u. a. nach Robert Hamilton Boyer) sind in der mathematischen Beschreibung der allgemeinen Relativitätstheorie eine Verallgemeinerung der Koordinaten für die Schwarzschild-Metrik (nicht-rotierende Kugel) auf eine rotierende Kugel. Sie werden insbesondere bei der Beschreibung eines rotierenden Schwarzen Loches angewendet, d. h. bei Verwendung der Kerr-Metrik (im ungeladenen Fall) bzw. der Kerr-Newman-Metrik (im geladenen Fall).
Die Koordinatentransformation von Boyer-Lindquist-Koordinaten in kartesische Koordinaten {\displaystyle (x,y,z)} ist gegeben durch:
{\displaystyle {\begin{aligned}x&={\sqrt {r^{2}+a^{2}}}\sin \theta \cos \phi \\y&={\sqrt {r^{2}+a^{2}}}\sin \theta \sin \phi \\z&=r\cos \theta \end{aligned}}}
mit
- dem Kerr-Parameter bzw. Spinparameter {\displaystyle a=J/M}
  - dem Drehimpuls {\displaystyle J} des Schwarzen Loches
  - der Masse {\displaystyle M} des Schwarzen Loches.
- dem Polradius r (θ = 0); dies ist bei der Kerr-Metrik auch der Schwarzschildradius, der sich aus der irreduziblen Masse {\displaystyle M_{irr}} ergibt:

{\displaystyle r=r_{z}=z(0)=2\cdot M_{irr}\cdot G/c^{2}=r_{G}+{\sqrt {r_{G}^{2}-a^{2}-Q^{2}}}>r_{G}}
- - der Gravitationskonstante {\displaystyle G}
  - der Lichtgeschwindigkeit {\displaystyle c}
  - dem Gravitationsradius {\displaystyle r_{G}}
  - der Ladung {\displaystyle Q} des Schwarzen Loches

- dem Zenitwinkel {\displaystyle \theta }.

Der Äquatorradius (θ = π/2) beträgt:
{\displaystyle r_{a}={\sqrt {x^{2}+y^{2}}}={\sqrt {r^{2}+a^{2}}}>r}
Innerhalb der Kerr-Newman-Metrik ist das Linienelement für ein Schwarzes Loch in Boyer-Lindquist-Koordinaten unter Verwendung natürlicher Einheiten ({\displaystyle c=G=k_{\mathrm {C} }=1}) gegeben durch
{\displaystyle \mathrm {d} s^{2}=-{\frac {\Delta }{\Sigma }}\left(\mathrm {d} t-a\sin ^{2}(\theta )\mathrm {d} \phi \right)^{2}+{\frac {\sin ^{2}\theta }{\Sigma }}\left[\left(r^{2}+a^{2}\right)\mathrm {d} \phi -{a}\mathrm {d} t\right]^{2}+{\frac {\Sigma }{\Delta }}\mathrm {d} r^{2}+\Sigma \mathrm {d} \theta ^{2},}
wobei folgende Abkürzungen benutzt werden:
{\displaystyle {\begin{aligned}\Delta &:=r^{2}-2Mr+a^{2}+Q^{2}\\\Sigma &:=r^{2}+a^{2}\cos ^{2}\theta \\\end{aligned}}}
Zu beachten ist hierbei, dass die Größen {\displaystyle M}, {\displaystyle a} und {\displaystyle Q} in natürlichen Einheiten alle die Maßeinheit einer Länge besitzen.